# Boston-Marathon 1934
| 38. Boston-Marathon    | 38. Boston-Marathon        |
| ---------------------- | -------------------------- |
| Stadt                  | Boston, Vereinigte Staaten |
| Datum                  | 19. April 1934             |
| Distanz                | 41,1 – 42,2 Kilometer      |
| Sieger                 |                            |
| Männer                 | Dave Komonen (2:32:53 h)   |
| ← Boston-Marathon 1933 | Boston-Marathon 1935 →     |
| Website                | Offizielle Website         |

Der Boston-Marathon 1934 war die 38. Ausgabe der jährlich stattfindenden Laufveranstaltung in Boston, Vereinigte Staaten. Der Marathon fand am 19. April 1934 statt. Die Laufdistanz betrug zwischen 41,1 und 42,2 Kilometer.
Es gewann Dave Komonen in 2:32:53 h.

## Ergebnis
| Platz | Athlet              | Land               | Zeit (h) |
| ----- | ------------------- | ------------------ | -------- |
| 01    | Dave Komonen        | Finnland           | 2:32:53  |
| 02    | John A. Kelley      | Vereinigte Staaten | 2:36:50  |
| 03    | William Steiner     | Vereinigte Staaten | 2:40:29  |
| 04    | Alex Burnside       | Kanada             | 2:44:32  |
| 05    | Yrjö Korholin-Koski | Vereinigte Staaten | 2:44:52  |
| 06    | Gordon Norman       | Vereinigte Staaten | 2:45:00  |
| 07    | William McMahon     | Vereinigte Staaten | 2:45:18  |
| 08    | Percy Wyer          | Kanada             | 2:46:06  |
| 09    | Dave Fagerlund      | Vereinigte Staaten | 2:48:08  |
| 10    | Bill Molloy         | Vereinigte Staaten | 2:48:56  |